# Adolf z Auerspergu
Adolf Vilém Karel Daniel princ z Auerspergu (německy Adolf Wilhelm Carl Daniel Prinz von Auersperg, 21. července 1821, Vlašim – 5. ledna 1885, zámek Goldegg) byl česko-rakouský šlechtic, v letech 1871–1879 byl ministerským předsedou Předlitavska, liberálně a protiklerikálně orientovaným. Jeho starší bratr kníže Karel Vilém (1814–1890) byl rakouským ministerským předsedou v letech 1867–1868.

## Životopis

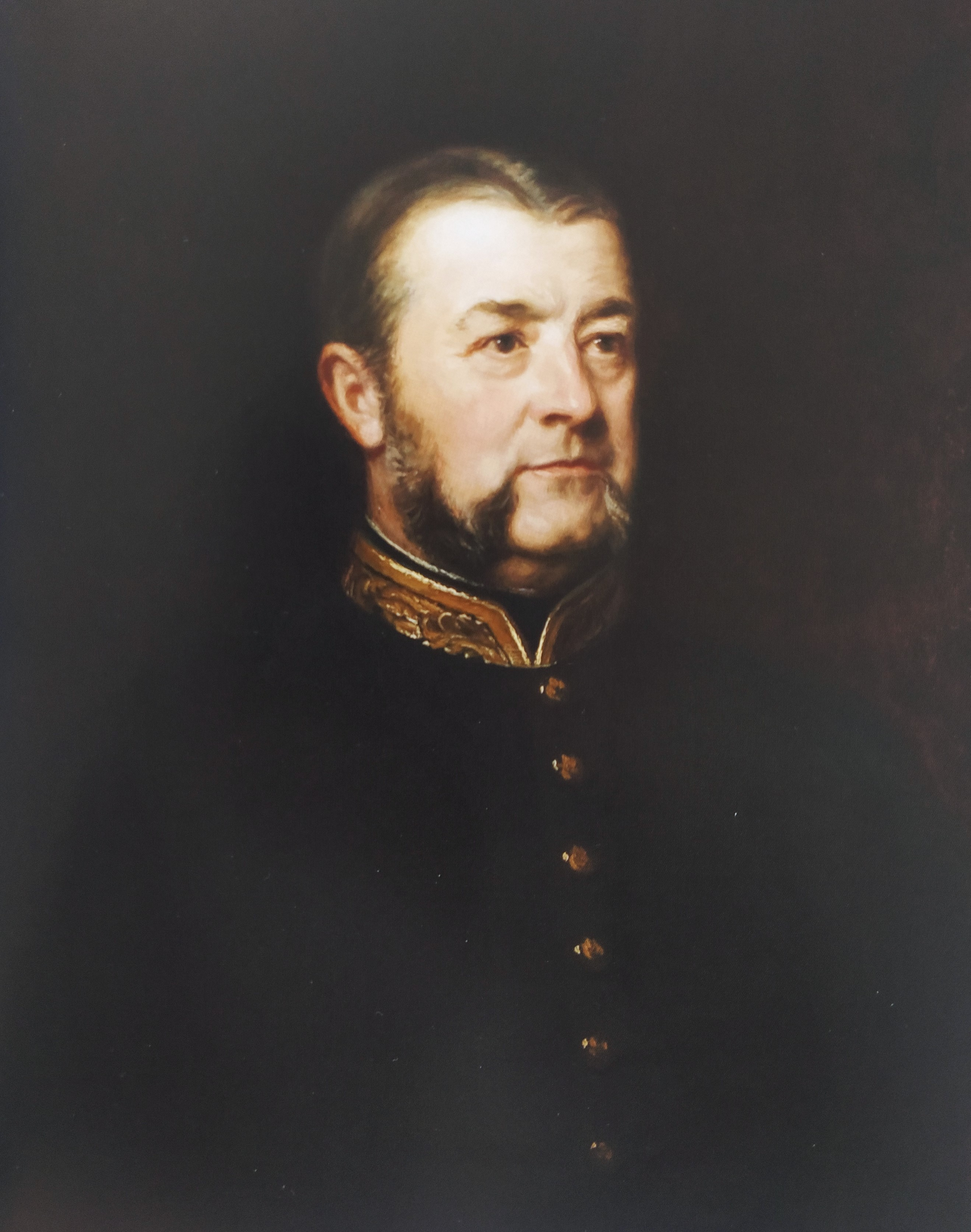
Princ Adolf z Auerspergu jako předseda vlády (1872, Eduard Engerth, Národní muzeum, Praha)

Pocházel z knížecího rodu Auerspergů, narodil se na zámku Vlašim jako třetí syn knížete Karla Viléma II. z Auerspergu. Jako externista studoval práva na Karlově univerzitě v Praze (1838–1840). Studia nedokončil a v roce 1841 vstoupil v hodnosti podporučíka do rakouské armády. V roce 1845 byl povýšen na nadporučíka u 8. kyrysnického pluku v Poděbradech a zúčastnil se bojů během revolučních let 1848–1849. Pak z armády odešel, do aktivní služby se ale vrátil již v roce 1850. V roce 1854 byl povýšen na rytmistra u 5. pluku dragounů a z vojska nakonec odešel v roce 1857 v hodnosti majora. Poté byl zvolen do Českého zemského sněmu jako člen Konstituční strany velkopanské (1860). Roku 1867 byl zvolen nejvyšším zemským maršálkem (Oberstlandmarschall) Českého království. Již v této době se projevil nedostatek jeho vzdělání a schopností k citlivým politickým jednáním. Navzdory tomu jeho kariéra pokračovala a v roce 1870 byl jmenován zemským místodržitelem Salcburska.
Jako přední představitel vídeňského centralismu nahradil roku 1871 Adolf z Auerspergu Karla von Hohenwarta ve funkci ministerského předsedy pro předlitavskou polovinu císařství, poté, co se Hohenwartovy plány na větší slovanskou autonomii nepodařilo naplnit. Roku 1873 schválilo Auerspergovo ministerstvo zákon o volební reformě a přistoupilo k programu protiklerikální legislativy. Adolf Auersperg byl jako předseda vlády strůjcem politiky namířené především proti českým státoprávním snahám, faktickým realizátorem tohoto směru byl ministr Josef Lasser von Zollheim. Politické skandály a vnitrostranické rozepře ohledně rakouské okupace Bosny a Hercegoviny jej v roce 1879 nakonec přiměly k abdikaci. Auerspergova rezignace znamenala konec německého liberalismu v rakouské politice po zbytek trvání císařství. Po rezignaci na post premiéra zastával v letech 1879–1885 funkci prezidenta Nejvyššího účetního dvora. V nejvyšších funkcích jednal s vojenskou přímočarostí a disciplínou, chyběl mu diplomatický takt a neměl příliš mnoho přátel.

## Rodina

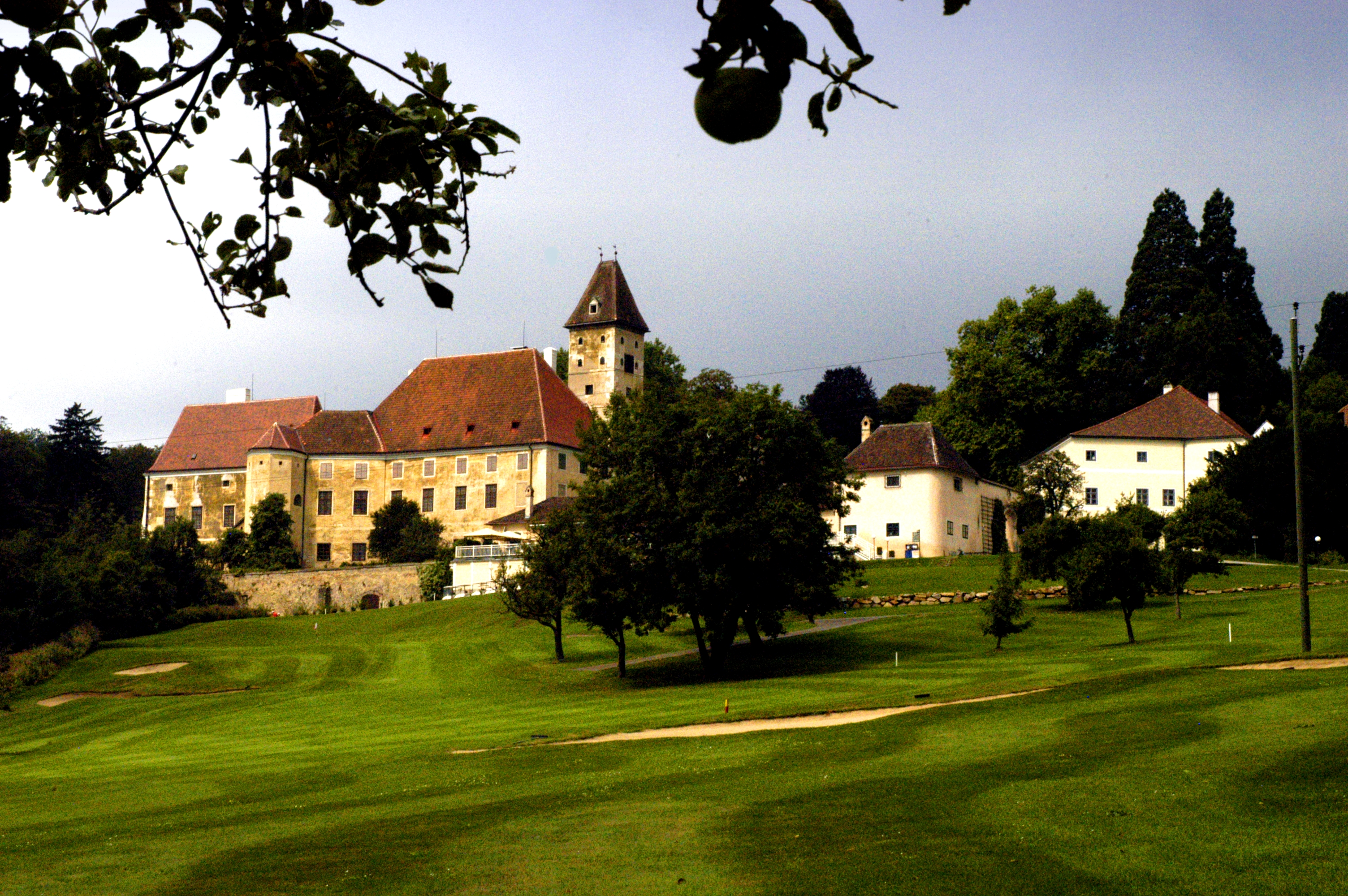
Zámek Goldegg (Dolní Rakousy), majetek prince Adolfa Viléma z Auerspergu

Adolf z Auerspergu byl dvakrát ženatý. Poprvé se oženil v roce 1845 v Praze s baronkou Aloisií Mladotovou ze Solopisk (1820–1849), dámou Řádu hvězdového kříže, která pocházela ze staré české šlechty. První manželství zůstalo bezdětné, podruhé se Adolf oženil v roce 1857 ve Vlašimi s uherskou šlechtičnou hraběnkou Johannou Festeticsovou z Tolny (1830–1884), která se později stala c. k. palácovou dámou a také dámou Řádu hvězdového kříže. Její mladší sestra Ernestina se již předtím stala manželkou Adolfova staršího bratra knížete Karla Viléma z Auerspergu. Z druhého Adolfova manželství se narodilo pět dětí.
- 1. Karel 9. kníže z Auerspergu (26. února 1859 – 19. října 1927), c. k. tajný rada, plukovník, dědičný člen panské sněmovny, rytíř Řádu zlatého rouna, majitel velkostatku Vlašim, manž. 1885 Eleonora Breunner-Enkevoirth (28. července 1864 – 20. ledna 1920)
- 2. Johanna (17. září 1860 – 17. února 1922), c. k. palácová dáma, dáma Řádu hvězdového kříže, nositelka Alžbětina řádu, manž. 1885 Alain Benjamin kníže Rohan (8. ledna 1853 – 24. února 1914), c. k. tajný rada, komoří, dědičný člen panské sněmovny, poslanec českého zemského sněmu, rytíř Řádu zlatého rouna, majitel velkostatku Sychrov
- 3. Ernestina (1862–1935), nositelka Alžbětina řádu, čestná dáma Ústavu šlechtičen v Brně
- 4. Aglaja (28. března 1868 – 10. května 1919), c. k. palácová dáma, dáma Řádu hvězdového kříže, manž. 1892 Ferdinand Vincenc hrabě Kinský z Vchynic a Tetova (8. září 1866 – 3. února 1916), c. k. tajný rada, komoří, podplukovník, nejvyšší štolba císařského dvora, rytíř Řádu zlatého rouna, majitel velkostatků Horažďovice a Moravský Krumlov
- 5. František Maria (11. prosince 1869 – 19. ledna 1918), MUDr., c. k. poručík, manž. 1899 Florence Ellsworth Hazard (25. prosince 1882 – 10. prosince 1960), rozvedli se v roce 1915

Díky sňatkům svých starších sester byl Adolf spřízněn s několika dalšími významnými osobnostmi, jeho švagry byli c. k. generál jezdectva hrabě Heřman z Nostic-Rienecku (1812–1895) nebo český a říšský poslanec Kristián Koc z Dobrše (1806–1883).
Jeho nejstarší bratr Karel Vilém z Auerspergu (1814–1890) byl také vlivným politikem, Adolfa předcházel ve funkci rakouského ministerského předsedy (1867–1868) a následoval jej v úřadu nejvyššího maršálka Českého království (1872–1883). Prostřední z bratrů Alexander (1818–1866) sloužil v armádě a dosáhl hodnosti generálmajora. 
Adolfovým majetkem byl zámek Goldegg v Dolním Rakousku, kde také zemřel. V Čechách vlastnil velkostatek Libouň. Pohřben byl v rodové hrobce Auerspergů ve Vlašimi.

## Tituly a ocenění
Jako mladší syn knížete užíval od narození titul prince s nárokem na oslovení Jeho Jasnost (Seine Durchlaucht), v soudobých pramenech je ale často uváděn jako kníže. Od roku 1868 měl hodnost c. k. tajného rady a v roce 1869 byl jmenován doživotním členem rakouské Panské sněmovny. V roce 1878 se stal rytířem Řádu zlatého rouna. Kromě toho byl nositelem dalších vysokých vyznamenání v Rakousku-Uhersku i v zahraničí. Získal čestné občanství v několika městech monarchie (Salcburk, Liberec, Aš, Duchcov, Zell am See, Trzebinia).

### Rakousko-Uhersko
- 1052. rytíř Řádu zlatého rouna[13] (1878)
- komtur Královského uherského řádu svatého Štěpána
- velkokříž Císařského rakouského řádu Leopoldova (1873)

### Zahraničí
- Řád červené orlice I. třídy (Německo)
- rytíř Řádu svatých Mořice a Lazara (Itálie)
- velkokříž Řádu Spasitele (Řecko)
- komtur Řádu svatého Ferdinanda a za zásluhy (Království Obojí Sicílie)
- rytíř Nejvyššího řádu Kristova (Papežský stát)
- rytíř Řádu svatého Řehoře Velikého (Papežský stát)
- Řád lva a slunce I. třídy (Persie)